# Christopher Jullien
Christopher Jullien (Lagny-sur-Marne, 22 maart 1993) is een Frans voetballer die doorgaans als centrale verdediger speelt. Hij verruilde SC Freiburg in juli 2016 voor Toulouse FC.

## Clubcarrière
AJ Auxerre haalde Jullien op twaalfjarige leeftijd weg bij US Torcy. Op 24 augustus 2012 debuteerde hij voor AJ Auxerre in de Ligue 2 tegen Stade Lavallois. Eén week later scoorde hij zijn eerste profdoelpunt in de Coupe de la Ligue tegen Dijon. In juli 2013 vertrok hij als transfervrije speler naar SC Freiburg.

## Clubstatistieken
| Seizoen     | Club        | Competitie           | Competitie | Competitie | Competitie | Beker | Beker | Beker | Internationaal | Internationaal | Internationaal | Totaal | Totaal | Totaal |
| Seizoen     | Club        | Competitie           | Wed.       | Dlp.       | Ass.       | Wed.  | Dlp.  | Ass.  | Wed.           | Dlp.           | Ass.           | Wed.   | Dlp.   | Ass.   |
| ----------- | ----------- | -------------------- | ---------- | ---------- | ---------- | ----- | ----- | ----- | -------------- | -------------- | -------------- | ------ | ------ | ------ |
| 2012/13     | AJ Auxerre  | Ligue 2              | 25         | 2          | 0          | 1     | 1     | 0     | —              | —              | —              | 26     | 3      | 0      |
| Club Totaal | Club Totaal | Club Totaal          | 25         | 2          | 0          | 1     | 1     | 0     | 0              | 0              | 0              | 26     | 3      | 0      |
| 2013/14     | SC Freiburg | Bundesliga           | 0          | 0          | 0          | 0     | 0     | 0     | —              | —              | —              | 0      | 0      | 0      |
| 2014/15     | SC Freiburg | Bundesliga           | 1          | 0          | 0          | 0     | 0     | 0     | —              | —              | —              | 1      | 0      | 0      |
| Club Totaal | Club Totaal | Club Totaal          | 1          | 0          | 0          | 0     | 0     | 0     | 0              | 0              | 0              | 1      | 0      | 0      |
| 2015/16     | → Dijon FCO | Ligue 2              | 34         | 9          | 1          | 3     | 0     | 0     | —              | —              | —              | 37     | 9      | 1      |
| Club Totaal | Club Totaal | Club Totaal          | 34         | 9          | 1          | 3     | 0     | 0     | 0              | 0              | 0              | 37     | 9      | 1      |
| 2016/17     | Toulouse    | Ligue 1              | 35         | 4          | 1          | 2     | 1     | 0     | —              | —              | —              | 37     | 5      | 1      |
| 2017/18     | Toulouse    | Ligue 1              | 32         | 2          | 2          | 4     | 0     | 1     | —              | —              | —              | 36     | 2      | 3      |
| 2018/19     | Toulouse    | Ligue 1              | 34         | 1          | 0          | 1     | 0     | 0     | —              | —              | —              | 35     | 1      | 0      |
| Club Totaal | Club Totaal | Club Totaal          | 101        | 7          | 3          | 7     | 1     | 1     | 0              | 0              | 0              | 108    | 8      | 4      |
| 2019/20     | Celtic      | Scottish Premiership | 28         | 4          | 2          | 7     | 1     | 0     | 12             | 2              | 0              | 47     | 7      | 2      |
| 2020/21     | Celtic      | Scottish Premiership | 9          | 1          | 1          | 1     | 0     | 0     | 4              | 2              | 1              | 14     | 3      | 2      |
| 2021/22     | Celtic      | Scottish Premiership | 0          | 0          | 0          | 1     | 0     | 0     | 0              | 0              | 0              | 1      | 0      | 0      |
| Club Totaal | Club Totaal | Club Totaal          | 37         | 5          | 3          | 9     | 1     | 0     | 16             | 4              | 1              | 62     | 10     | 4      |
| TOTAAL      | TOTAAL      | TOTAAL               | 198        | 23         | 7          | 20    | 3     | 1     | 16             | 4              | 1              | 234    | 30     | 9      |

## Interlandcarrière
Jullien won met Frankrijk –20 het WK –20 2013 in Turkije.
1 Schmeichel ·
2 Johnston ·
3 Taylor ·
5 Scales ·
6 Trusty ·
7 Palma ·
8 Furuhashi ·
9 Idah ·
10 Kühn ·
12 Sinisalo ·
13 Yang ·
14 McCowan ·
15 Holm ·
17 Nawrocki ·
20 Carter-Vickers ·
27 Engels ·
28 Bernardo ·
29 Bain ·
38 Maeda ·
41 Hatate ·
42 McGregor  ·
49 Forrest ·
56 Ralston ·
57 Welsh ·
Coach: Rodgers